# 倉庫町駅
倉庫町駅（そうこまちえき）は、山梨県中巨摩郡白根町（現・南アルプス市）飯野にあった山梨交通電車線の駅である。

## 概要
甲斐飯野駅からまっすぐ南に下ったところ、白根町と櫛形町の境目近く（現在はともに南アルプス市）にあった駅で、1面1線の棒線駅であった。
駅名の「倉庫町」とはすぐ東の富士川街道にある地域名である。この地域は煙草の栽培が盛んな地域で、明治時代に煙草が専売制になって以降、大蔵省専売局（後の日本専売公社・現在の日本たばこ産業）が倉庫を大量に建てたことが地域名の由来である。それ以前に古くから高尾街道の宿場町として栄えていた場所であり、創業百数十年を越える旅館や商店、映画館も存在する商店街であった。駅周辺はその西外れで田畑が迫っていたが、倉庫町地区や西側の曲輪田地区の住民に広く利用された。また、櫛形山の登山口の駅でもある。
白根町最後の駅であり、次の桃園駅からは櫛形町に入る。

## 歴史
- 1930年（昭和5年）5月1日：開業。
- 1962年（昭和37年）7月1日：路線廃止により廃駅。

## 廃線後の状況
専用軌道の跡地である「廃軌道」上、「櫛形町桃園」交差点周辺に駅が存在した。しかしやはり明確な痕跡はなく分かりづらい。周辺は住宅地化し、かつての町はずれじみた雰囲気はなくなっている。

## 隣の駅
山梨交通
電車線
甲斐飯野駅 - 倉庫町駅 - 桃園駅